# Mingijan Arturowitsch Semjonow

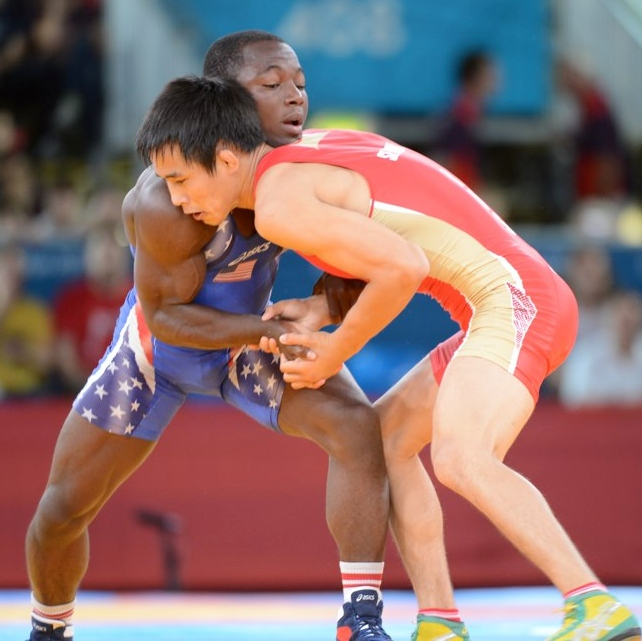
Mingijan Arturowitsch Semjonow (rot), 2012

Mingijan Arturowitsch Semjonow (russisch Мингиян Артурович Семёнов, englisch Mingiyan Semenov, Mingiyan Semyonov; * 11. Juni 1990 in Komsomolski, Kalmückische ASSR, Russische SFSR, UdSSR) ist ein russischer Ringer. Er gewann bei den Olympischen Spielen 2012 in London eine Bronzemedaille im Bantamgewicht und wurde 2014 Vize-Weltmeister in der Gewichtsklasse bis 59 kg Körpergewicht.

## Werdegang
Mingijan Semjonow ist ethnisch ein Kalmücke. Er kam im Alter von 10 Jahren im Jahre 2000 zum Ringen. Seine Trainer waren bzw. sind Boris Sambajew, V.N. Trifonow und Michail Gamsin. Er lebt jetzt in Moskau, gehört der (Sport-)Schule der Olympia-Reserve Nr. 1 an und ist Sportstudent. Er ringt nur im griechisch-römischen Stil.
Die internationale Karriere von Mingijan Semjonow begann bereits im Jahre 2005, als er bei der Junioren-Europameisterschaft der Kadetten in Tirana in der Gewichtsklasse bis 42 kg Körpergewicht den 3. Platz belegte. Danach trat er aber erst wieder im Jahre 2009 in Erscheinung. In diesem Jahr wurde er russischer Juniorenmeister im Bantamgewicht. Er wurde daraufhin auch bei der Junioren-Weltmeisterschaft in Ankara eingesetzt, verfehlte dort aber mit einem 5. Platz die Medaillenränge.
2010 kam Mingijan Semjonow bei der russischen Juniorenmeisterschaft im Federgewicht auf den 3. Platz.
Die großen Erfolge stellten sich aber erst im Jahre 2012 ein. Zu Beginn des Jahres siegte er beim renommierten „Iwan-Poddubny“-Memorial in Tjumen vor seinen Landsleuten Stepan Maranjan, Iwan Tatarinow und Sergei Popruschko. Anschließend gewann er auch beim Golden-Grand-Prix in Istanbul vor Iwan Tatarinow, Elçin Əliyev, Aserbaidschan und Kohei Hasegawa aus Japan. Schließlich wurde er auch russischer Meister im Bantamgewicht vor Nasir Mankijew, Stepan Maranjan und Rassul Bekuch. Bei der Europameisterschaft 2012 in Belgrad, wo Elçin Əliyev den Titel gewann, kam er aber nur auf den 5. Platz.
Der russische Ringerverband hielt aber trotzdem an ihm fest und entsandte ihn zu den Olympischen Spielen nach London. Dort verlor er gleich seinen ersten Kampf gegen den routinierten Aserbaidschaner Rövşən Bayramov, hatte aber insofern Glück, dass dieser das Finale erreichte. Deswegen konnte er in der Trostrunde weiterringen und mit Siegen über Spenser Mango, Vereinigte Staaten, Li Shujin, China und Choi Gyu-jin, Südkorea, noch eine Bronzemedaille erringen.
2013 belegte Mingijan Semjonow bei der russischen Meisterschaft in der Gewichtsklasse bis 55 kg hinter Iwan Tatarinow und Bekchan Mankijew nur den 3. Platz und kam in diesem Jahr zu keinen Einsätzen bei internationalen Meisterschaften.
2014 wurde er aber wieder russischer Meister in der Gewichtsklasse bis 59 kg und wurde danach auch bei der Weltmeisterschaft 2014 in Taschkent in dieser Gewichtsklasse an den Start geschickt. Er erkämpfte sich dort mit Siegen über Roman Amojan, Armenien, Lee Jung-baek, Südkorea, Stig Andre Berge, Norwegen und Spenser Thomas Mango und einer Niederlage im Finale gegen den Olympiasieger Hamid Soryan Reihanpour aus dem Iran den Vize-Weltmeistertitel.
2015 belegte er bei der russischen Meisterschaft in der Gewichtsklasse bis 59 kg den 3. Platz hinter Ibragim Labasanow und Stepan Marjanjan. Zu Einsätzen bei internationalen Meisterschaften kam er in diesem Jahr nicht.
Beim wichtigen "Iwan-Poddubny-"-Turnier 2016 in Tjumen belegte er in der Gewichtsklasse bis 59 kg hinter seinem Landsmann Ibragim Labasanow und Elmurat Tasmuradow aus Usbekistan den 3. Platz. Entgegen den Gepflogenheiten des russischen Ringer-Verbandes wurde er trotzdem zur Europameisterschaft nach Riga entsandt. In Riga war er in hervorragender Form und erkämpfte sich mit Siegen über Donior Islamow, Moldawien, Albert Aghazarjan, Spanien, Kristijan Friis, Serbien und Roman Amojan, Armenien den Europameister-Titel.
Bei der russischen Meisterschaft im Juni 2016 belegte er aber in der Gewichtsklasse bis 59 kg hinter Ibragim Labasanow und Stepan Marjanjan nur den 3. Platz und hatte deshalb keine Chance, bei den Olympischen Spielen in Rio de Janeiro eingesetzt zu werden. Dort startete Ibragim Labasanow, der aber schon in der Qualifikation ausschied.
Im Januar 2017 siegte Mingijan Semjonow beim "Iwan-Yarigin"-Grand-Prix in Krasnojarsk vor Dschambolat Lokjajew, Stepan Marjanjan und Sergej Jemelin. Er erhielt daraufhin einen Startplatz bei der Europameisterschaft in Novi Sad. In Novi sad besiegte er in der Gewichtsklasse bis 59 kg Donior Islamow und Taleh Mammadow, Aserbaidschan, verlor dann aber im Halbfinale gegen Iwo Angelow aus Bulgarien, sicherte sich mit einem Sieg über Erik Torba, Ungarn, noch eine Bronzemedaille. Bei der russischen Meisterschaft 2017 wurde er hinter Stepan Marjanjan Vizemeister.
2018 belegte er beim "Iwan-Yarigin"-Grand-Prix in der Gewichtsklasse bis 60 kg den 2. Platz hinter Sergei Alexandrowitsch Jemelin, wurde aber im August 2018 in der gleichen Gewichtsklasse russischer Meister. Den Startplatz bei der Weltmeisterschaft 2018 erhielt aber trotzdem der bei der russischen Meisterschaft verletzte Sergej Jemelin.

## Internationale Erfolge
| Jahr | Platz  | Wettbewerb                                            | Gewichtsklasse | Ergebnisse |
| 2005 | 3.     | Junioren-EM (Kadetten) in Tirana                      | bis 42 kg      | hinter Ferhat Tekin, Türkei und Irakli Turmanidse, Georgien |
| 2009 | 5.     | Junioren-WM in Ankara                                 | Bantam         | hinter Orxan Əhmədov, Aserbaidschan, Mohammad Hatami, Iran, Alexander Mikaeljan, Armenien und Kanybek Dscholtschubekow, Kirgisistan                                                 |
| 2012 | 1.     | „Iwan-Poddubny“-Memorial in Tjumen                    | Bantam         | vor Stepan Maranjan, Iwan Tatarinow und Sergei Popruschko, alle Russland |
| 2012 | 1.     | Golden-Grand-Prix in Istanbul                         | Bantam         | vor Iwan Tatarinow, Elçin Əliyev, Aserbaidschan und Kohei Hasegawa, Japan |
| 2012 | 5.     | EM in Belgrad                                         | Bantam         | hinter Elçin Əliyev, Peter Modos, Ungarn, Alexandar Kostadinow, Bulgarien und Fatih Uruncu, Türkei                                                                                  |
| 2012 | 1.     | „Wladyslaw-Pytlasinski“-Memorial in Racibórz          | Bantam         | vor Håkan Nyblom, Dänemark, Michal Tracz, Polen und Fatih Uruncu |
| 2012 | Bronze | OS in London                                          | Bantam         | nach einer Niederlage gegen Rövşən Bayramov, Aserbaidschan und Siegen über Spenser Mango, USA, Li Shujin, China und Choi Gyu-jin, Südkorea                                          |
| 2013 | 5.     | "Wladyslaw-Pytlasinski"-Turnier in Warschau           | Feder          | Sieger: Edward Barsegjan vor Michal Tracz, beide Polen |
| 2013 | 1.     | "Oleg-Karawajew"-Turnier in Minsk                     | Feder          | vor Ruben Minasjan, Russland |
| 2014 | 2.     | "Iwan-Poddubny"-Turnier in Tjumen                     | bis 59 kg      | hinter Iwan Kujlakow, Russland, vor Alexander Kostadinow und Elmurat Tasmuradow, Usbekistan                                                                                         |
| 2014 | 1.     | "Vehbi-Emre"-Turnier in Istanbul                      | bis 59 kg      | vor Soslan Daurow, Weißrussland, Rahman Bilici, Türkei und Dimitri Zimbaliuk, Ukraine                                                                                               |
| 2014 | 2.     | WM in Taschkent                                       | bis 59 kg      | nach Siegen über Roman Amojan, Armenien, Lee Jung-beak, Südkorea, Stig Andre Berge, Norwegen und Spenser Thomas Mango, USA und einer Niederlage gegen Hamid Soryan Reihanpour, Iran |
| 2015 | 1.     | "Wladyslaw-Pytlasinski"-Turnier in Warschau           | bis 59 kg      | vor Iwo Angelow, Bulgarien, Hammet Rustam, Türkei und Alexander Kostadinow |
| 2016 | 3.     | "Iwan-Poddubny"-Turnier in Tjumen                     | bis 59 kg      | hinter Ibragim Labasanow, Russland und Elmurat Tasmuradow, Usbekistan |
| 2016 | 1.     | EM in Riga                                            | bis 59 kg      | nach Siegen über Donior Islamow, Moldawien, Albert Aghazarjan, Spanien, Kristijan Friis, Serbien und Roman Amojan, Armenien                                                         |
| 2016 | 3.     | Großer Preis von Spanien in Madrid                    | bis 59 kg      | hinter Stepan Marjanjan, Russland und Andres Roberto Montano Arroyo, Ekuador, gemeinsam mit Przemyslaw Piatek, Polen                                                                |
| 2016 | 3.     | Golden-Grand-Prix in Baku                             | bis 59 kg      | hinter Kenchiro Fumita, Japan und Firuz Tuchtajew, Usbekistan, gemeinsam mit Kanibek Scholchubekow, Kirgisistan                                                                     |
| 2017 | 1.     | "Iwan-Poddubny"-Turnier in Moskau                     | bis 59 kg      | vor Dschambolat Lokjajew, Stepan Marjanjan und Sergej Jemelin, alle Russland |
| 2017 | 3.     | EM in Novi Sad                                        | bis 59 kg      | nach Siegen über Donior Islamow und Taleh Mammadow, Aserbaidschan, einer Niederlage gegen Iwo Angelow, Bulgarien und einem Sieg über Erik Torba, Ungarn                             |
| 2018 | 2.     | "Iwan-Poddubny"-Grand-Prix in Moskau                  | bis 60 kg      | hinter Sergej Jemelin, vor Dschambolat Lokjajew und Artur Petrosjan, alle Russland                                                                                                  |
| 2018 | 2.     | "Ljubomir-Ivanovic-Gedza"-International in Kragujevac | bis 60 kg      | hinter Sergej Jemelin, vor Lauri Mahonen, Finnland und Jozsef Andrasi, Ungarn |
| 2018 | 3.     | "Bolat-Turlychanow"-Memorial in Alma-Ata              | bis 60 kg      | hinter Firuz Tuchtajew und Leri Akuladse, Georgien, gemeinsam mit Almodjon Mahmadow, Usbekistan                                                                                     |

## Russische Meisterschaften
(soweit bekannt)
| Jahr | Platz | Altersgruppe | Gewichtsklasse | Ergebnisse                                                                        |
| 2009 | 1.    | Junioren     | Bantam         | vor Muradis Araschanow und Ismail Nasrullajew                                     |
| 2010 | 3.    | Junioren     | Feder          | hinter Murat Schokarow und Maxim Nikischin                                        |
| 2012 | 1.    | Senioren     | Bantam         | vor Nasir Mankijew, Stepan Maranjan und Rassul Bekuch                             |
| 2013 | 3.    | Senioren     | bis 55 kg      | hinter Iwan Tatarinow und Bekchan Mankijew                                        |
| 2014 | 1.    | Senioren     | bis 59 kg      | vor Ibragim Labasanow, Iwan Tatarinow und Pawel Sanejew                           |
| 2015 | 3.    | Senioren     | bis 59 kg      | hinter Ibragim Labasanow und Stepan Marjanjan, gemeinsam mit Dschambolat Lokjajew |
| 2016 | 3.    | Senioren     | bis 59 kg      | hinter Ibragim Labasanow und Stepan Marjanjan, gemeinsam mit Dschambolat Lokjajew |
| 2017 | 2.    | Senioren     | bis 59 kg      | hinter Stepan Marjanjan, vor Ibragim Labasanow und Iwan Tatarinow                 |
| 2018 | 1.    | Senioren     | bis 60 kg      | vor Dschambolat Lokjajew, Artur Petrosjan und Rodion Samatow                      |

Erläuterungen
- alle Wettkämpfe im griechisch-römischen Stil
- OS = Olympische Spiele, WM = Weltmeisterschaft, EM = Europameisterschaft
- Bantamgewicht, Gewichtsklasse bis 55 kg, Federgewicht, bis 60 kg Körpergewicht (jeweils bis 31. Dezember 2013); seit 1. Januar 2014 gilt eine neue Gewichtsklasseneinteilung durch den Ringer-weltverband, früher FILA, jetzt UWW (United World Wrestling)